# Ceber (województwo dolnośląskie)
Ceber – wieś w Polsce położona w województwie dolnośląskim, w powiecie głogowskim, w gminie Kotla przy drodze wojewódzkiej nr 321 i na trasie (zawieszonej obecnie) linii kolejowej Głogów – Sława – Kolsko.

## Podział administracyjny
W latach 1975–1998 miejscowość administracyjnie należała do województwa legnickiego.

## Przystanek kolejowy
W miejscowości znajdował się przystanek kolejowy wraz z ładownią o nazwie Kamiona. Budynek dworca nie zachował się. Zachował się tor dodatkowy ładunkowy i trzy rozjazdy, mocno zdekompletowane oraz peron. Według rozkładów jazdy po wojnie nie sprzedawano tu biletów.